# Europaspiele 2015/Teilnehmer (Niederlande)
| Gelbes Symbol für Goldmedaillen mit stilisierten Olympischen Ringen | Graues Symbol für Silbermedaillen mit stilisierten Olympischen Ringen | Braundes Symbol für Bronzemedaillen mit stilisierten Olympischen Ringen |
| ------------------------------------------------------------------- | --------------------------------------------------------------------- | ----------------------------------------------------------------------- |
| 8                                                                   | 12                                                                    | 9                                                                       |

Die Niederlande nahmen in Baku an den Europaspielen 2015 teil. Von der Nederlands Olympisch Comité*Nederlandse Sport Federatie wurden 117 Athleten in 23 Sportarten nominiert.

## Basketball 3x3
| Athleten                                             | Gruppenphase                                        | Achtelfinale | Achtelfinale | Viertelfinale | Viertelfinale | Halbfinale | Halbfinale | Finale/Spiel um Bronze | Finale/Spiel um Bronze | Rang |
| Athleten                                             | Gruppenphase                                        | Gegner       | Ergebnis     | Gegner        | Ergebnis      | Gegner     | Ergebnis   | Gegner                 | Ergebnis               | Rang |
| ---------------------------------------------------- | --------------------------------------------------- | ------------ | ------------ | ------------- | ------------- | ---------- | ---------- | ---------------------- | ---------------------- | ---- |
| Frauen                                               |                                                     |              |              |               |               |            |            |                        |                        |      |
| Sharon Beld Jinga Gosschalk Karen Heinen Karin Kuijt | Griechenland 8:13 Aserbaidschan 10:14 Schweiz 16:15 | Russland     | 12:20        | –             | –             | –          | –          | –                      | –                      |      |

## Beachvolleyball
| Athleten                                | Gruppenphase                                | 1. Runde (32er)                                       | 1. Runde (32er) | Achtelfinale                                          | Achtelfinale | Viertelfinale                      | Viertelfinale | Halbfinale | Halbfinale | Finale/Spiel um Bronze | Finale/Spiel um Bronze | Rang |
| Athleten                                | Gruppenphase                                | Gegner                                                | Ergebnis        | Gegner                                                | Ergebnis     | Gegner                             | Ergebnis      | Gegner     | Ergebnis   | Gegner                 | Ergebnis               | Rang |
| --------------------------------------- | ------------------------------------------- | ----------------------------------------------------- | --------------- | ----------------------------------------------------- | ------------ | ---------------------------------- | ------------- | ---------- | ---------- | ---------------------- | ---------------------- | ---- |
| Frauen                                  |                                             |                                                       |                 |                                                       |              |                                    |               |            |            |                        |                        |      |
| Rimke Braakman Jolien Sinnema           | Russland 2:1 Schweiz 0:2 Dänemark 2:0       | Griechenland Panagiota Karagkouni Pigi Anna Metheniti | 2:0             | Frankreich Melinda Adelin Laura Longuet               | 2:0          | Italien Laura Giombini Giulia Toti | 1:2           | –          | –          | –                      | –                      |      |
| Jantine van der Vlist Sophie van Gestel | Bulgarien 2:0 Finnland 2:0 Griechenland 2:1 | –                                                     | –               | Österreich Lena Plesiutschnig Katharina Schützenhöfer | 2:0          | –                                  | –             | –          | –          | –                      | –                      |      |
| Männer                                  |                                             |                                                       |                 |                                                       |              |                                    |               |            |            |                        |                        |      |
| Steven van de Velde Michiel van Dorsten | Tschechien 0:2 Israel 0:2 Türkei 1:2        | –                                                     | –               | –                                                     | –            | –                                  | –             | –          | –          | –                      | –                      |      |

## Bogenschießen
| Athleten                              | Wettbewerb | Platzierungsrunde | Platzierungsrunde | 1. Runde (64er)   | 1. Runde (64er)  | 2. Runde (32er)    | 2. Runde (32er) | Achtelfinale      | Achtelfinale | Viertelfinale  | Viertelfinale | Halbfinale     | Halbfinale | Finale/Spiel um Bronze | Finale/Spiel um Bronze | Rang   |
| Athleten                              | Wettbewerb | Ringe             | Rang              | Gegner            | Ergebnis         | Gegner             | Ergebnis        | Gegner            | Ergebnis     | Gegner         | Ergebnis      | Gegner         | Ergebnis   | Gegner                 | Ergebnis               | Rang   |
| ------------------------------------- | ---------- | ----------------- | ----------------- | ----------------- | ---------------- | ------------------ | --------------- | ----------------- | ------------ | -------------- | ------------- | -------------- | ---------- | ---------------------- | ---------------------- | ------ |
| Frauen                                |            |                   |                   |                   |                  |                    |                 |                   |              |                |               |                |            |                        |                        |        |
| Shireen-Zoë de Vries                  | Einzel     | 630               | 27                | Miriam Alarcón    | nicht angetreten | –                  | –               | –                 | –            | –              | –             | –              | –          | –                      | –                      |        |
| Esther Deden                          | Einzel     | 615               | 47                | Wioleta Myszor    | 6 : 4            | Bérengère Schuh    | 4 : 6           | –                 | –            | –              | –             | –              | –          | –                      | –                      |        |
| Annemarie der Kinderen                | Einzel     | 608               | 51                | Laura Ruggieri    | 4 : 6            | –                  | –               | –                 | –            | –              | –             | –              | –          | –                      | –                      |        |
| Mannschaft                            | Mannschaft | 1853              | 13                | –                 | –                | –                  | –               | Ukraine           | 3 : 5        | –              | –             | –              | –          | –                      | –                      |        |
| Männer                                |            |                   |                   |                   |                  |                    |                 |                   |              |                |               |                |            |                        |                        |        |
| Mitch Dielemans                       | Einzel     | 665               | 29                | Michele Frangilli | 7 : 3            | Heorhiy Ivanytskyy | 3 : 7           | –                 | –            | –              | –             | –              | –          | –                      | –                      |        |
| Sjef van den Berg                     | Einzel     | 678               | 3                 | Eduards Lapsins   | 6 : 0            | Jawor Christow     | 7 : 3           | Wiktor Ruban      | 6 : 2        | Pierre Plihon  | 7 : 3         | Anton Prylepau | 6 : 0      | Miguel Alvarino Garcia | 1 : 7                  | Silber |
| Rick van der Ven                      | Einzel     | 679               | 2                 | Emanuele Guidi    | 6 : 0            | Johan Weiss        | 7 : 3           | Markijan Iwaschko | 7 : 1        | Anton Prylepau | 6 : 4         | –              | –          | –                      | –                      |        |
| Mannschaft                            | Mannschaft | 2012              | 1                 | –                 | –                | –                  | –               | –                 | –            | Russland       | 5 : 4         | Niederlande    | 3 : 5      | Frankreich             | 5 : 3                  | Bronze |
| Mixed                                 |            |                   |                   |                   |                  |                    |                 |                   |              |                |               |                |            |                        |                        |        |
| Shireen-Zoë de Vries Rick van der Ven | Team       | 1309              | 8                 | –                 | –                | –                  | –               | Dänemark          | 6 : 0        | Italien        | 2 : 6         | –              | –          | –                      | –                      |        |

## Boxen
| Athleten         | Wettbewerb                  | 1. Runde (32er) | 1. Runde (32er) | Achtelfinale      | Achtelfinale | Viertelfinale    | Viertelfinale | Halbfinale      | Halbfinale | Finale            | Finale   | Rang |
| Athleten         | Wettbewerb                  | Gegner          | Ergebnis        | Gegner            | Ergebnis     | Gegner           | Ergebnis      | Gegner          | Ergebnis   | Gegner            | Ergebnis | Rang |
| ---------------- | --------------------------- | --------------- | --------------- | ----------------- | ------------ | ---------------- | ------------- | --------------- | ---------- | ----------------- | -------- | ---- |
| Frauen           |                             |                 |                 |                   |              |                  |               |                 |            |                   |          |      |
| Nouchka Fontijn  | Mittelgewicht bis 75 kg     | –               | –               | Savannah Marshall | 3:0          | Kateryna Shambir | 3:0           | Sarah Scheurich | 3:0        | Anna Laurell Nash | 3:0      | Gold |
| Männer           |                             |                 |                 |                   |              |                  |               |                 |            |                   |          |      |
| Peter Müllenberg | Halbschwergewicht bis 81 kg | –               | –               | Cem Karlidag      | 3:0          | Teymur Məmmədov  | 0:3           | –               | –          | –                 | –        |      |

## Fechten
| Athleten      | Wettbewerb   | Gruppenphase | Gruppenphase | 1. Runde (32er) | 1. Runde (32er) | Achtelfinale     | Achtelfinale | Viertelfinale | Viertelfinale | Halbfinale / Klassifikation | Halbfinale / Klassifikation | Finale / Platzierung | Finale / Platzierung | Rang |
| Athleten      | Wettbewerb   | Bilanz       | Platzierung  | Gegner          | Ergebnis        | Gegner           | Ergebnis     | Gegner        | Ergebnis      | Gegner                      | Ergebnis                    | Gegner               | Ergebnis             | Rang |
| ------------- | ------------ | ------------ | ------------ | --------------- | --------------- | ---------------- | ------------ | ------------- | ------------- | --------------------------- | --------------------------- | -------------------- | -------------------- | ---- |
| Männer        |              |              |              |                 |                 |                  |              |               |               |                             |                             |                      |                      |      |
| Bas Verwijlen | Degen Einzel | 3:3 Siege    | 4            | Sergei Bida     | 15:12           | Bohdan Nikischyn | 15:8         | Daniel Jérent | 9:15          | –                           | –                           | –                    | –                    |      |

## Judo
| Athleten          | Wettbewerb         | 1. Runde | 1. Runde | 2. Runde            | 2. Runde  | Achtelfinale        | Achtelfinale | Viertelfinale        | Viertelfinale | Hoffnungsrunde Halbfinale | Hoffnungsrunde Halbfinale | Halbfinale        | Halbfinale | Hoffnungsrunde Finale | Hoffnungsrunde Finale | Finale / Kampf um Bronze | Finale / Kampf um Bronze | Rang   |
| Athleten          | Wettbewerb         | Gegner   | Ergebnis | Gegner              | Ergebnis  | Gegner              | Ergebnis     | Gegner               | Ergebnis      | Gegner                    | Ergebnis                  | Gegner            | Ergebnis   | Gegner                | Ergebnis              | Gegner                   | Ergebnis                 | Rang   |
| ----------------- | ------------------ | -------- | -------- | ------------------- | --------- | ------------------- | ------------ | -------------------- | ------------- | ------------------------- | ------------------------- | ----------------- | ---------- | --------------------- | --------------------- | ------------------------ | ------------------------ | ------ |
| Frauen            |                    |          |          |                     |           |                     |              |                      |               |                           |                           |                   |            |                       |                       |                          |                          |        |
| Birgit Ente       | Klasse bis 52 kg   | –        | –        | Barbara Maros       | 0113-0002 | Gili Cohen          | 1001-0001    | Annabelle Euranie    | 000-100       | Larisa Florian            | 0000-1001                 | –                 | –          | –                     | –                     | –                        | –                        |        |
| Sanne Verhagen    | Klasse bis 57 kg   | –        | –        | Concepción Bellorín | 1101-0000 | Loredana Ohai       | 0000-0001    | Telma Monteiro       | 0002-0001     | Sabrina Filzmoser         | 1001-0001                 | –                 | –          | –                     | –                     | Nora Gjakova             | 0001-0102                | 5      |
| Juul Franssen     | Klasse bis 63 kg   | –        | –        | Franciska Szabó     | 0002-0001 | Edwige Gwend        | 1010-0001    | Tina Trstenjak       | 0002-0010     | Mia Hermansson            | 100-000                   | –                 | –          | –                     | –                     | Clarisse Agbegnenou      | 0001-0110                | 5      |
| Kim Polling       | Klasse bis 70 kg   | –        | –        | –                   | –         | Roxane Taeymans     | 100-000      | Szabina Gercsák      | 100-000       | –                         | –                         | Szaundra Diedrich | 110-000    | –                     | –                     | Laura Vargas Koch        | 1000-0001                | Gold   |
| Guusje Steenhuis  | Klasse bis 78 kg   | –        | –        | –                   | –         | Sofie De Saedelaere | 1010-0001    | Luise Malzahn        | 0001-1000     | Victoriia Turks           | 1002-0002                 | –                 | –          | –                     | –                     | Audrey Tcheuméo          | 0102-0002                | Bronze |
| Marhinde Verkerk  | Klasse bis 78 kg   | –        | –        | –                   | –         | Ivana Maranić       | 110-000      | Natalie Powell       | 1011-0000     | –                         | –                         | Audrey Tcheuméo   | 0100-0001  | –                     | –                     | Luise Malzahn            | 010-000                  | Gold   |
| Tessie Savelkouls | Klasse über 78 kg  | –        | –        | –                   | –         | Jasmin Külbs        | 0003-0001    | –                    | –             | –                         | –                         | –                 | –          | –                     | –                     | –                        | –                        |        |
| Männer            |                    |          |          |                     |           |                     |              |                      |               |                           |                           |                   |            |                       |                       |                          |                          |        |
| Jeroen Mooren     | Klasse bis 60 kg   | –        | –        | Vincent Limare      | 010-000   | Ashley McKenzie     | 0112-0002    | Amiran Papinaschwili | 1012-0001     | –                         | –                         | Beslan Mudranow   | 0000-1001  | –                     | –                     | Ludovic Chammartin       | 0001-0103                | 5      |
| Dex Elmont        | Klasse bis 73 kg   | –        | –        | Vadzim Shoka        | 0103-0002 | Serhij Drebot       | 0102-0003    | Sagi Muki            | 0003-0002     | Miklós Ungvári            | 0002-0003                 | –                 | –          | –                     | –                     | Dirk van Tichelt         | 0003-0103                | Bronze |
| Guillaume Elmont  | Klasse bis 90 kg   | –        | –        | Aigars Milenbergs   | 0102-0003 | Ciril Grossklaus    | 1002-0002    | Beka Ghwiniaschwili  | 000-100       | Mihael Žgank              | 0113-0002                 | –                 | –          | –                     | –                     | Krisztián Tóth           | 0002-0003                | Bronze |
| Henk Grol         | Klasse bis 100 kg  | –        | –        | –                   | –         | Benjamin Fletcher   | 0102-0002    | Dimitri Peters       | 0011-0001     | –                         | –                         | Jorge Fonseca     | 0102-0003  | –                     | –                     | Lukáš Krpálek            | 0013-0000                | Gold   |
| Michael Korrel    | Klasse bis 100 kg  | –        | –        | –                   | –         | Artem Bloschenko    | 0103-0002    | Karl-Richard Frey    | 0002-0102     | –                         | –                         | –                 | –          | –                     | –                     | –                        | –                        |        |
| Roy Meyer         | Klasse über 100 kg | –        | –        | –                   | –         | Juhan Mettis        | 0001-0003    | Or Sasson            | 0000-1001     | Jakiw Chammo              | 0001-1112                 | –                 | –          | –                     | –                     | –                        | –                        |        |

## Kanu
| Athleten  | Wettbewerb | Vorlauf    | Vorlauf | Halbfinale | Halbfinale | Finale     | Finale | Rang |
| Athleten  | Wettbewerb | Zeit (min) | Rang    | Zeit (min) | Rang       | Zeit (min) | Rang   | Rang |
| --------- | ---------- | ---------- | ------- | ---------- | ---------- | ---------- | ------ | ---- |
| Frauen    |            |            |         |            |            |            |        |      |
| Eef Haaze | K1 500 m   | 1:55,524   | 16      | 1:52,713   | 13         | 2:10,188   | 14     | 14   |
| Eef Haaze | K1 5000 m  | –          | –       | –          | –          | 23:53,064  | 8      | 8    |

## Karate
| Athleten        | Wettbewerb        | Gruppenphase                                | Gruppenphase | Halbfinale | Halbfinale | Finale/Kampf um Bronze | Finale/Kampf um Bronze | Rang |
| Athleten        | Wettbewerb        | Gegner                                      | Ergebnis     | Gegner     | Ergebnis   | Gegner                 | Ergebnis               | Rang |
| --------------- | ----------------- | ------------------------------------------- | ------------ | ---------- | ---------- | ---------------------- | ---------------------- | ---- |
| Männer          |                   |                                             |              |            |            |                        |                        |      |
| Moreno Sheppard | Kumite über 84 kg | Jonathan Horne Slobodan Bitevic Filipe Reis | 0:3 0:1 4:0  | –          | –          | –                      | –                      |      |

## Radsport

### BMX
| Athleten          | Wettbewerb | Qualifikation | Qualifikation | Viertelfinale | Viertelfinale | Halbfinale | Halbfinale | Finale     | Finale | Rang   |
| Athleten          | Wettbewerb | Zeit          | Rang          | Punkte        | Rang          | Zeit       | Rang       | Zeit       | Rang   | Rang   |
| ----------------- | ---------- | ------------- | ------------- | ------------- | ------------- | ---------- | ---------- | ---------- | ------ | ------ |
| Frauen            |            |               |               |               |               |            |            |            |        |        |
| Laura Smulders    | Race       | 38,962 s      | 11            | 4             | 1             | –          | –          | 43,176 s   | 5      | 5      |
| Merle van Benthem | Race       | 38,301 s      | 9             | 6             | 2             | –          | –          | 38,370 s   | 4      | 4      |
| Männer            |            |               |               |               |               |            |            |            |        |        |
| Twan van Gendt    | Race       | 33,540 s      | 3             | 3             | 1             | 32,768 s   | 1          | 33,887 s   | 2      | Silber |
| Jelle van Gorkom  | Race       | 34,382 s      | 15            | 6             | 2             | 33,941 s   | 2          | 1:05,020 s | 8      | 8      |

### Mountainbike
| Athleten                | Wettbewerb    | Zeit (h)             | Rang                 |
| ----------------------- | ------------- | -------------------- | -------------------- |
| Männer                  |               |                      |                      |
| Michiel van der Heijden | Cross-Country | Rennen nicht beendet | Rennen nicht beendet |

### Straße
| Athleten             | Wettbewerb      | Zeit                 | Rang                 |
| -------------------- | --------------- | -------------------- | -------------------- |
| Frauen               |                 |                      |                      |
| Chantal Blaak        | Straßenrennen   | Rennen nicht beendet | Rennen nicht beendet |
| Lucinda Brand        | Straßenrennen   | 3:25:53              | 24                   |
| Amy Pieters          | Straßenrennen   | 3:25:53              | 18                   |
| Anna van der Breggen | Straßenrennen   | 3:20:36              | Bronze               |
| Ellen van Dijk       | Straßenrennen   | 3:20:54              | 4                    |
| Ellen van Dijk       | Einzelzeitfahrt | 32:26,87             | Gold                 |
| Annemiek van Vleuten | Straßenrennen   | 3:24:17              | 7                    |
| Annemiek van Vleuten | Einzelzeitfahrt | 33:33,56             | Bronze               |
| Männer               |                 |                      |                      |
| Stef Clement         | Straßenrennen   | Rennen nicht beendet | Rennen nicht beendet |
| Stef Clement         | Einzelzeitfahrt | 1:00:46,08           | Silber               |
| Pim Ligthart         | Straßenrennen   | Rennen nicht beendet | Rennen nicht beendet |
| Niki Terpstra        | Straßenrennen   | 5:27:29              | 8                    |
| Nick van der Lijke   | Straßenrennen   | Rennen nicht beendet | Rennen nicht beendet |
| Wouter Wippert       | Straßenrennen   | 5:33:43              | 30                   |

## Ringen
| Athleten        | Wettbewerb       | 1. Runde | 1. Runde | Achtelfinale    | Achtelfinale | Viertelfinale   | Viertelfinale | Halbfinale | Halbfinale | Hoffnungsrunde Viertelfinale | Hoffnungsrunde Viertelfinale | Hoffnungsrunde Halbfinale | Hoffnungsrunde Halbfinale | Hoffnungsrunde Finale | Hoffnungsrunde Finale | Finale | Finale   | Rang |
| Athleten        | Wettbewerb       | Gegner   | Ergebnis | Gegner          | Ergebnis     | Gegner          | Ergebnis      | Gegner     | Ergebnis   | Gegner                       | Ergebnis                     | Gegner                    | Ergebnis                  | Gegner                | Ergebnis              | Gegner | Ergebnis | Rang |
| --------------- | ---------------- | -------- | -------- | --------------- | ------------ | --------------- | ------------- | ---------- | ---------- | ---------------------------- | ---------------------------- | ------------------------- | ------------------------- | --------------------- | --------------------- | ------ | -------- | ---- |
| Freistil Frauen |                  |          |          |                 |              |                 |               |            |            |                              |                              |                           |                           |                       |                       |        |          |      |
| Jessica Blaszka | Klasse bis 48 kg | –        | –        | Karolina Tjapko | 3:1          | Iwona Matkowska | 0:3           | –          | –          | –                            | –                            | –                         | –                         | –                     | –                     | –      | –        |      |

## Schießen
| Athleten          | Klasse | Wettbewerb      | Qualifikation   | Qualifikation | Finale          | Finale | Rang |
| Athleten          | Klasse | Wettbewerb      | Ringe/ Scheiben | Rang          | Ringe/ Scheiben | Rang   | Rang |
| ----------------- | ------ | --------------- | --------------- | ------------- | --------------- | ------ | ---- |
| Männer            |        |                 |                 |               |                 |        |      |
| Peter Hellenbrand | Gewehr | Luftgewehr 10 m | 623,2           | 15            | –               | –      |      |

## Taekwondo
| Athleten         | Wettbewerb        | Achtelfinale   | Achtelfinale | Viertelfinale | Viertelfinale | Hoffnungsrunde Halbfinale | Hoffnungsrunde Halbfinale | Halbfinale | Halbfinale | Hoffnungsrunde Finale / Bronzekampf | Hoffnungsrunde Finale / Bronzekampf | Finale | Finale   | Rang |
| Athleten         | Wettbewerb        | Gegner         | Ergebnis     | Gegner        | Ergebnis      | Gegner                    | Ergebnis                  | Gegner     | Ergebnis   | Gegner                              | Ergebnis                            | Gegner | Ergebnis | Rang |
| ---------------- | ----------------- | -------------- | ------------ | ------------- | ------------- | ------------------------- | ------------------------- | ---------- | ---------- | ----------------------------------- | ----------------------------------- | ------ | -------- | ---- |
| Frauen           |                   |                |              |               |               |                           |                           |            |            |                                     |                                     |        |          |      |
| Joyce van Baaren | Klasse bis 67 kg  | Fəridə Əzizova | 0:2          | –             | –             | Nur Tatar                 | 0:3                       | –          | –          | –                                   | –                                   | –      | –        |      |
| Reshmie Oogink   | Klasse über 67 kg | Tina Skaar     | 11:5         | Iva Radoš     | 3:7           | –                         | –                         | –          | –          | –                                   | –                                   | –      | –        |      |
| Männer           |                   |                |              |               |               |                           |                           |            |            |                                     |                                     |        |          |      |
| Jeroen Wanrooij  | Klasse über 80 kg | Ali Sari       | 10:9         | Radik İsayev  | 6:8           | –                         | –                         | –          | –          | Vedran Golec                        | 5:7                                 | –      | –        | 4    |

## Tischtennis
| Athleten                     | Wettbewerb | 1. Runde | 1. Runde | 2. Runde         | 2. Runde | Achtelfinale | Achtelfinale | Viertelfinale  | Viertelfinale | Halbfinale  | Halbfinale | Finale/Spiel um Platz 3 | Finale/Spiel um Platz 3 | Rang   |
| Athleten                     | Wettbewerb | Gegner   | Ergebnis | Gegner           | Ergebnis | Gegner       | Ergebnis     | Gegner         | Ergebnis      | Gegner      | Ergebnis   | Gegner                  | Ergebnis                | Rang   |
| ---------------------------- | ---------- | -------- | -------- | ---------------- | -------- | ------------ | ------------ | -------------- | ------------- | ----------- | ---------- | ----------------------- | ----------------------- | ------ |
| Frauen                       |            |          |          |                  |          |              |              |                |               |             |            |                         |                         |        |
| Li Jiao                      | Einzel     | –        | –        | Jana Noskowa     | 4:3      | Liu Jia      | 4:0          | Petrissa Solja | 4:2           | Melek Hu    | 4:2        | Li Jie                  | 4:0                     | Gold   |
| Li Jie                       | Einzel     | –        | –        | Bernadette Szőcs | 4:0      | Li Xue       | 4:2          | Han Ying       | 4:3           | Eva Ódorová | 4:0        | Li Jiao                 | 0:4                     | Silber |
| Britt Eerland Li Jiao Li Jie | Mannschaft | –        | –        | –                | –        | Serbien      | 3:0          | Polen          | 3:2           | Ukraine     | 3:2        | Deutschland             | 2:3                     | Silber |

## Triathlon
| Athleten       | Wettbewerb | Zeit (h) | Rang   |
| -------------- | ---------- | -------- | ------ |
| Frauen         |            |          |        |
| Maaike Caelers | Einzel     | 2:04:46  | 12     |
| Rachel Klamer  | Einzel     | 2:01:44  | Silber |

## Turnen

### Geräteturnen
| Athletinnen       | Wettbewerb           | Sprung | Sprung | Stufenbarren | Stufenbarren | Boden  | Boden  | Schwebebalken | Schwebebalken | Gesamt  | Gesamt |
| Athletinnen       | Wettbewerb           | Punkte | Rang   | Punkte       | Rang         | Punkte | Rang   | Punkte        | Rang          | Punkte  | Rang   |
| ----------------- | -------------------- | ------ | ------ | ------------ | ------------ | ------ | ------ | ------------- | ------------- | ------- | ------ |
| Frauen            |                      |        |        |              |              |        |        |               |               |         |        |
| Lisa Top          | Qualifikation        | 14,066 | 3      | 13,566       | 12           | 12,000 | 51     | 11,833        | 44            | 51,532  | 27     |
| Celine Van Gerner | Qualifikation        | –      | –      | 13,900       | 7            | 13,000 | 22     | 13,700        | 9             | 54,400  | 9      |
| Lieke Wevers      | Qualifikation        | –      | –      | 13,600       | 11           | 13,900 | 3      | 14,066        | 7             | 55,099  | 6      |
| Mannschaft        | Mehrkampf Mannschaft | 27,933 | 10     | 27,500       | 4            | 26,900 | 4      | 27,766        | 2             | 110,099 | Bronze |
| Lieke Wevers      | Mehrkampf Einzel     | 13,700 | 12     | 13,966       | 3            | 13,866 | 3      | 13,533        | 3             | 55,065  | Bronze |
| Lisa Top          | Sprung               | 14,016 | Bronze | –            | –            | –      | –      | –             | –             | –       | –      |
| Celine Van Gerner | Stufenbarren         | –      | –      | 12,666       | 5            | –      | –      | –             | –             | –       | –      |
| Lieke Wevers      | Boden                | –      | –      | –            | –            | 13,800 | Bronze | –             | –             | –       | –      |
| Lieke Wevers      | Schwebebalken        | –      | –      | –            | –            | –      | –      | 14,200        | Gold          | –       | –      |

| Athleten         | Wettbewerb           | Boden  | Boden | Pauschenpferd | Pauschenpferd | Ringe  | Ringe | Sprung | Sprung | Barren | Barren | Reck   | Reck | Gesamt  | Gesamt |
| Athleten         | Wettbewerb           | Punkte | Rang  | Punkte        | Rang          | Punkte | Rang  | Punkte | Rang   | Punkte | Rang   | Punkte | Rang | Punkte  | Rang   |
| ---------------- | -------------------- | ------ | ----- | ------------- | ------------- | ------ | ----- | ------ | ------ | ------ | ------ | ------ | ---- | ------- | ------ |
| Männer           |                      |        |       |               |               |        |       |        |        |        |        |        |      |         |        |
| Frank Rijken     | Qualifikation        | –      | –     | 12,300        | 60            | 13,000 | 50    | –      | –      | 13,266 | 55     | 13,800 | 34   | –       | –      |
| Casimir Schmidt  | Qualifikation        | 14,833 | 11    | 13,400        | 28            | 13,700 | 25    | 14,416 | 6      | 13,666 | 38     | 13,300 | 55   | 83,565  | 19     |
| Bram Verhofstadt | Qualifikation        | 14,066 | 29    | –             | –             | 11,566 | 74    | –      | –      | –      | –      | 12,266 | 71   | –       | –      |
| Mannschaft       | Mannschaft Mehrkampf | 28,899 | 8     | 25,700        | 15            | 26,700 | 17    | 28,632 | 11     | 26,932 | 21     | 27,100 | 19   | 163,963 | 15     |
| Casimir Schmidt  | Mehrkampf Einzel     | 14,733 | 6     | 13,933        | 8             | 13,433 | 12    | 13,833 | 13     | 14,333 | 9      | 12,200 | 17   | 82,465  | 13     |
| Casimir Schmidt  | Sprung               | –      | –     | –             | –             | –      | –     | 15,116 | Silber | –      | –      | –      | –    | –       | –      |

### Trampolin
| Athleten        | Wettbewerb | Qualifikation | Qualifikation | Finale | Finale | Rang |
| Athleten        | Wettbewerb | Punkte        | Rang          | Punkte | Rang   | Rang |
| --------------- | ---------- | ------------- | ------------- | ------ | ------ | ---- |
| Frauen          |            |               |               |        |        |      |
| Kirsten Boersma | Einzel     |               |               | –      | –      |      |

## Volleyball
| Wettbewerb             | Frauen |
| ---------------------- | --- |
| Athleten               | Maret Balkestein-Grothues Yvon Beliën Anne Buijs Robin de Kruijf Laura Dijkema Nicole Koolhaas Nicole Oude Luttikhuis Judith Pietersen Celeste Plak Myrthe Schoot Lonneke Slöetjes Debby Stam-Pilon Quinta Steenbergen Femke Stoltenborg |
| Gruppenphase           | Russland 3:1 (25:19, 21:15, 25:22, 25:21) Kroatien 3:1 (25:23, 25:17, 17:25, 25:21) Deutschland 0:3 (13:25, 23:25, 22:25) Serbien 3:2 (20:25, 25:22, 26:28, 25:16, 15:9) Bulgarien 3:0 (25:20, 25:18, 25:19)                             |
| Viertelfinale          | Aserbaidschan 0:3 (21:15, 23:25, 14:25) |
| Halbfinale             | ausgeschieden |
| Finale/Spiel um Bronze | ausgeschieden |
| Platzierung            | 5. |

## Wassersport

### Schwimmen
Hier fanden Jugendwettbewerbe statt. Bei den Frauen ist das die U17 (Jahrgang 1999).
| Athleten                                                                                   | Wettbewerb         | Vorlauf     | Vorlauf | Halbfinale  | Halbfinale | Finale      | Finale | Rang   |
| Athleten                                                                                   | Wettbewerb         | Zeit        | Rang    | Zeit        | Rang       | Zeit        | Rang   | Rang   |
| ------------------------------------------------------------------------------------------ | ------------------ | ----------- | ------- | ----------- | ---------- | ----------- | ------ | ------ |
| Frauen                                                                                     |                    |             |         |             |            |             |        |        |
| Jasmijn Boon                                                                               | 50 m Freistil      | 26,76 s     | 17      | -           | -          | -           | -      |        |
| Jasmijn Boon                                                                               | 200 m Rücken       | 2:20,91 s   | 19      | -           | -          | -           | -      |        |
| Frederique Janssen                                                                         | 50 m Freistil      | 26,67 s     | 13      | 26,29 s     | 8          | 26,56 s     | 7      | 7      |
| Frederique Janssen                                                                         | 100 m Freistil     | 57,34 s     | 14      | 57,06 s     | 11         | -           | -      |        |
| Frederique Janssen                                                                         | 200 m Freistil     | 2:04,73 min | 14      | -           | -          | -           | -      |        |
| Tes Schouten                                                                               | 50 m Brust         | 32,98 s     | 16      | 32,90 s     | 13         | -           | -      |        |
| Tes Schouten                                                                               | 100 m Brust        | 1:12,31 min | 16      | 1:12,78 min | 16         | -           | -      |        |
| Pien Schravesande                                                                          | 50 m Freistil      | 27,04 s     | 26      | -           | -          | -           | -      |        |
| Marrit Steenbergen                                                                         | 50 m Freistil      | 25,86 s     | 3       | 25,56 s     | 2          | 25,27 s     | 2      | Silber |
| Marrit Steenbergen                                                                         | 100 m Freistil     | 55,18 s     | 1       | 53,97 s     | 1          | 53,97 s     | 1      | Gold   |
| Marrit Steenbergen                                                                         | 200 m Freistil     | 2:02,47 min | 3       | 2:01,60 min | 2          | 1:58,99 min | 2      | Silber |
| Marieke Tienstra                                                                           | 200 m Freistil     | 2:04,55 min | 12      | -           | -          | -           | -      |        |
| Marieke Tienstra                                                                           | 200 m Rücken       | 2:19,84 min | 15      | 2:17,41 min | 10         | -           | -      |        |
| Marieke Tienstra                                                                           | 200 m Lagen        | 2:21,89 min | 13      | 2:21,16 min | 12         | -           | -      |        |
| Iris Tjonk                                                                                 | 50 m Rücken        | 30,22 s     | 16      | 29,80 s     | 13         | -           | -      |        |
| Iris Tjonk                                                                                 | 100 m Rücken       | 1:03,68 min | 6       | 1:03,00 min | 5          | 1:03,84 min | 8      | 8      |
| Iris Tjonk                                                                                 | 200 m Rücken       | 2:19,34 min | 12      | 2:17,21 min | 9          | -           | -      |        |
| Laura van Engelen                                                                          | 200 m Freistil     | 2:03,47 min | 6       | 2:02,39 min | 9          | -           | -      |        |
| Laura van Engelen                                                                          | 400 m Freistil     | 4:21,89 min | 13      | -           | -          | -           | -      |        |
| Josien Wijkhuijs                                                                           | 50 m Schmetterling | 27,45 s     | 2       | 27,49 s     | 5          | 27,20 s     | 4      | 4      |
| Frederique Janssen Pien Schravesande Marrit Steenbergen Josien Wijkhuijs Laura van Engelen | 4×100 m Freistil   | 3:47,75 min | 2       | -           | -          | 3:44,10 min | 2      | Silber |
| Frederique Janssen Marrit Steenbergen Marieke Tienstra Laura van Engelen                   | 4×200 m Freistil   | 8:17,00 min | 3       | -           | -          | 8:04,65 min | 2      | Silber |
| Frederique Janssen Tes Schouten Marieke Tienstra Iris Tjonk Josien Wijkhuijs               | 4×100 m Lagen      | 4:16,63 min | 4       | -           | -          | 4:07,99 min | 2      | Silber |

### Synchronschwimmen
Hier fanden Jugendwettbewerbe statt. Im Synchronwettbewerb traten U19 (Jahrgang 1997) Schwimmerinnen an.
| Athletinnen                          | Wettbewerb        | Qualifikation – Freie Kür | Qualifikation – Freie Kür | Finale – Freie Kür | Finale – Freie Kür | Rang |
| Athletinnen                          | Wettbewerb        | Punkte                    | Rang                      | Punkte             | Rang               | Rang |
| ------------------------------------ | ----------------- | ------------------------- | ------------------------- | ------------------ | ------------------ | ---- |
| Frauen                               |                   |                           |                           |                    |                    |      |
| Shelby Kasse                         | Solo              | 141,2955                  | 16                        | –                  | –                  |      |
| Bregje de Brouwer Noortje de Brouwer | Duett             | 148,2606                  | 10                        | 148,5940           | 10                 | 10   |
| Mannschaft                           | Team              | 144,5534                  | 9                         | 144,2534           | 10                 | 10   |
| Mannschaft                           | Freie Kombination | 76,4667                   | 9                         | 77,0667            | 9                  | 9    |

### Wasserball
Hier fanden Jugendwettbewerbe statt. Bei den Wasserballteams waren das die U18-Mannschaften (Jahrgang 1998).
| Wettbewerb         | Frauen |
| ------------------ | --- |
| Athleten           | Anouk Bergsma Michelle Boone Fleurien Bosveld Sarah Buis Kitty Lynn Joustra Maartje Keuning Brigit Mulder Lieke Rogge Esther Scheij Kayleigh Schonewille Brigitte Sleeking Annelot van Rooijen Rozanne Voorvelt |
| Gruppenphase       | Israel 29:1 Griechenland 8:14 Großbritannien 19:6 Ungarn 14:9 Slowakei 16:4 |
| Platzierungsspiele | Italien 12:18 Ungarn 9:10 |
| Halbfinale         | – |
| Finale             | – |
| Platzierung        | 6 |

### Wasserspringen
Hier fanden die Junioreneuropameisterschaften der U19 (Jahrgang 1997) statt.
| Athleten      | Wettbewerb        | Vorkampf | Vorkampf | Finale | Finale | Rang |
| Athleten      | Wettbewerb        | Punkte   | Rang     | Punkte | Rang   | Rang |
| ------------- | ----------------- | -------- | -------- | ------ | ------ | ---- |
| Frauen        |                   |          |          |        |        |      |
| Noor Lanen    | Turmspringen 10 m | 276,85   | 22       | –      | –      |      |
| Kimberley Lee | Turmspringen 10 m | 291,90   | 18       | –      | –      |      |
| Daphne Wils   | Kunstspringen 1 m | 350,10   | 12       | 373,95 | 11     | 11   |
| Daphne Wils   | Kunstspringen 3 m | 343,60   | 17       | –      | –      |      |
| Männer        |                   |          |          |        |        |      |
| Pascal Faatz  | Turmspringen 10 m | 334,45   | 19       | –      | –      |      |